# Neo Happy系教育テレビ
『Neo Happy系教育テレビ』（ネオハッピーけい きょういくテレビ）は、2006年4月7日から同年9月29日までテレビ大阪で放送されていたSODクリエイト製作のバラエティ番組（お色気番組）である。放送時間は毎週金曜 25時30分 - 26時00分（土曜 1時30分 - 2時00分）。

## 概要
ソフト・オン・デマンド所属のセクシー女優たちが大人のための教育系情報などを伝えていた深夜番組。通称は「NH系教育テレビ」で、NHK教育テレビのパロディになっていた。テレビ大阪のみで放送されていたが、収録が行われていたスタジオは東京にあった。
なお、テレビ大阪のキー局であるテレビ東京のアナログ親局の物理チャンネルであった「12ch」（JOTX-TV、東京タワー）は、テレビ大阪の放送対象地域（大阪府）ではNHK大阪教育（JOBB-TV、生駒山）など各地のNHK教育のアナログ親局の物理チャンネルとして使用されていた。

## 出演者
- 夏目ナナ - 番組前半のMC。
- かすみ果穂・範田紗々 - 後半のMCはこの2人が交互に行っていた。
- 板尾創路 - コメンテーター・御意見番。
- 黒沢宗子（森三中） - アシスタント。
- 林克治（カリカ） - コーナー進行。
- SOD所属の女優たち（MISAKI、結城リナ、衣川由衣、安奈とも、彩輝ゆう、長澤つぐみ、むらさき真珠）

## 主なコーナー
今週のホームラン
エンディングのコーナーではチラ見させる。
チームDOS（ドエス）（フットサル）
- FW - 結城リナ、恋小夜
- MF -  中山りお・倖田リリ
- DF - 長澤つぐみ、幅広：天海遥
- GK - むらさき真珠
- 監督 - 黒澤かずこ
- コーチ - カリカ林

板尾創路のセックスアピール道
視聴者から投稿された男の性欲をくすぐる女性の行動をかすみ、長澤などが演じ、それを板尾が審査する。長澤は演技のうまさに高い評価を得た。
マッハひとみのスーパーカー天気予報

## スタッフ
- 構成：堀江利幸、平林義信、北原ゆき
- 監修：高須信行
- 技術：ティ・ピー・ブレーン
- ロケ技術：八峯テレビ
- 音効：石見知哉
- EED：堀口竜・小野愛（SODartworks[1]）、増田直人（テレテックメディアパーク）
- MA：古木信一（SODartworks）、阿世知貴彦（テレテックメディアパーク）
- セットデザイン：吉野敏充、宮崎梨絵子
- 美術 : 金井大道具
- スタイリスト：槐宏樹（SODクリエイト）
- メイク：大久保光範、仮屋知恵（SODクリエイト）
- 宣伝担当：前川敦子（SODクリエイト）、植野誠・冨永良寛（ソフト・オン・デマンド）
- AD : 高岡哲也、二上隆志、豊田和靖（SODクリエイト）
- ディレクター：吉田康生（SODクリエイト）、佐藤B（GUTS）、阿部さちよ（笑軍様）
- プロデューサー：工藤達矢・橋口淳（SODクリエイト）、ようちゅけ(古川陽介)（TVO）
- ブレーン：宗実隆夫（SODクリエイト）
- 総合演出：マッコイ斉藤（笑軍様）
- 製作著作：SODcreate